# Habič
Habič je priimek v Sloveniji, ki ga je po podatkih Statističnega urada Republike Slovenije na dan 1. januarja 2024 uporabljalo 264 oseb in je po pogostnosti na 1561. mestu. Največ ljudi s tem priimkom, 213, živi v Osrednjeslovenski statistični regiji, kjer je priimek po pogostnosti uvrščen na 370. mesto.

## Znani nosilci priimka
- Andrej Habič (1939 - 1986), karikaturist
- Barbara Habič-Pregl (*1958), mladinska pisateljica, galeristka, založnica
- Božidar Habič (*1931), gospodarstvenik
- Grega Habič (*1975), kitarist, glasbenik, pevec (GHB)
- Janez Habič - Johnny, igralec (Gledališče Ane Monro)
- Marko Habič (*1956), fotograf (etnološki...)
- Peter Habič (1934 - 1998), geograf in jamar (krasoslovec)
- Primož Habič (1967 - 1991), pank-rock pevec (Niet)
- Simona Habič, predsednica Transparency International Slovenija - Društvo integriteta
- Srečko Habič, ilustrator
- Špela Habič (*1964), gozdarka, naravovarstvenica, avtorica turističnih vodnikov